# Asiak River
Der Asiak River ist ein 102 km langer Zufluss des Coronation-Golfs im Territorium Nunavut im Norden Kanadas. Einschließlich Quellflüssen beträgt die Gesamtlänge 192 km.

## Flusslauf
Der Asiak River bildet den Abfluss des 433 m hoch gelegenen Sees Ataniriik Lake. Der See wird von einer größeren Seengruppe gespeist. Der Asiak River entwässert den Ataniriik Lake an dessen nordöstlichen Seeende. Er fließt in nördlicher Richtung durch eine Tundralandschaft nördlich des Polarkreises. Das Gebiet liegt im Bereich des Kanadischen Schildes. Der Asiak River mündet schließlich 30 km östlich von Kugluktuk in den Coronation-Golf.

## Einzugsgebiet
Der Asiak River entwässert ein ungefähr 1800 km² großes Areal. Das Einzugsgebiet grenzt im Osten an das eines namenlosen Zuflusses des Coronation-Golfs, im Südosten an das des Tree River, im Südwesten an das des Coppermine River sowie im Westen an das des Napaaktoktok River.